# Deaflympics/Tischtennis
Tischtennis wird bei den Deaflympics seit 1957 ausgetragen. Seit 1957 im Programm sind die Tischtennisdisziplinen Herreneinzel, Herrendoppel, Dameneinzel, Damendoppel und Mixed. Mit der Austragung 1973 kamen die Teamwettbewerbe getrennt für Damen und Herren zusätzlich ins Programm.

## Deutsche Erfolge
- - 1961
    - Silber im Herreneinzel: Horst Prahl (DJK-Südost Berlin)
    - Bronze im Herreneinzel: Manfred Kranz (DJK-Südost Berlin)
    - Bronze im Mixed: Horst Prahl/Künstmann (Gera)

  - 1965
    - Gold im Herreneinzel: Horst Prahl (DJK-Südost Berlin)
    - Gold im Herrendoppel: Horst Prahl/Manfred Kranz (DJK-Südost Berlin)
    - Gold im Mixed: Horst Prahl/Waltraud Wasserkampf (Frankfurt)
    - Bronze im Mixed: Manfred Kranz/Johanna Krämer (Essen)
    - Gold mit der Herrenmannschaft: Horst Prahl, Manfred Kranz, Klaus Senftleben (alle DJK-Südost Berlin)

  - 1973
    - Silber im Herrendoppel: Horst Prahl/Manfred Kranz
    - Silber im Damendoppel: Johanna Krämer/Heidimarie Friese
    - Bronze im Mixed: Manfred Kranz/Johanna Krämer
    - Silber mit der Herrenmannschaft
    - Bronze mit der Damenmannschaft

  - 1977
    - Bronze im Herreneinzel: Manfred Stahl (DDR)
    - Silber im Herrendoppel: Herbert Hirschfelder/Klaus Tirpitz
    - Bronze im Herrendoppel: Manfred Stahl/Engelhard Hoffmann (DDR)
    - Bronze im Damendoppel: Johanna Krämer/Edith Wiencek

  - 1981
    - Bronze im Herreneinzel: Herbert Hirschfelder
    - Bronze im Herrendoppel: Herbert Hirschfelder/Klaus Tirpitz
    - Bronze im Damendoppel: Annette Hein/Edith Wiencek
    - Silber mit der Herrenmannschaft
    - Silber mit der DDR-Damenmannschaft
    - Bronze mit der Damenmannschaft

  - 1985
    - Bronze im Dameneinzel: Karin Stangl
    - Silber im Herrendoppel: Ivan Rupcic/Achim Ridinger
    - Bronze im Herreneinzel: Herbert Hirschfelder
    - Bronze im Herrendoppel: Herbert Hirschfelder/Klaus Tirpitz
    - Bronze im Damendoppel: Annette Hein/Karin Stangl
    - Silber mit der Herrenmannschaft
    - Silber mit der Damenmannschaft